# Grigore Manoilescu
Grigore Manoilescu (1898 – 1963) a fost un industriaș, economist, jurnalist și legionar român.

## Familia
Grigore Manoilescu s-a născut într-o familie cu rădăcini adânci în istoria românească. Mama sa, Natalia, născută Grigoreanu – descindea din familia logofătului Tăutu, sfetnicul lui Ștefan cel Mare și al voievodului Bogdan. Dintre membrii mai cunoscuți ai familiei, sunt menționați Ionică Tăutu, autorul Constituției din 1821; clucerul C. Bădărău, fost deputat în Divanul Ad-hoc al Moldovei; ministrul Justiției în perioada 1904-1906 și al Lucrărilor Publice între 1912-1913, profesorul și avocatul Alexandru Bădărău, unul dintre colaboratorii lui Take Ionescu.
Absolvent al Academiei Mihăilene din 1876 ca șef de promoție, Constantin Manoilescu era al patrulea copil din familia preotului Gheorghe Manoilescu din Fâstâci. La 23 de ani, simpatizant al mișcării socialiste moldovene, a fost ales de Maria Grigoreanu, născută Bădărău, institutoare și directoare la o școală de fete din Hârlău, să-i fie soț fiicei sale, Natalia, proaspătă absolventă a Școlii Centrale de fete din Iași.
Primul copil al cuplului, Mihail, se naște în 1891. În 1892, familia Manoilescu s-a mutat în Iași, într-o casă din cartierul Tătărași, care aparținuse anterior familiei Cantacuzino-Pașcanu. În 1898 se naște Grigore Manoilescu.
Grigore Manoilescu a fost ginerele lui Sextil Pușcariu. Fiica sa, Magdalena Vulpe, a publicat o parte din memorialistica lui Sextil Pușcariu, volumele Brașovul de altădată și Călare pe două veacuri.

## Activitate jurnalistică și politică
Se cunosc extrem de puține amănunte privind biografia lui Grigore Manoilescu în primele decenii ale secolului XX. Horia Sima își va aminti ulterior că acesta era ofițer în rezervă, locotenent, care participase la primul război mondial, luând parte la asediul Sevastopolului.

### Ctitor de biserică
Împreună cu fratele său, Mihail Manoilescu, în calitate de patroni ai minelor "Șorecani", a ridicat o biserică ortodoxă în Colonia minieră a Șorecanilor, județul Cluj. Fratele său istorisește, în Memorii,  cum a fost construită biserica:
„ Dar când a fost să-i alegem stilul și arhitectura, ne-am hotărît la o soluție originală. Pe o coastă înaltă de deal, sub stejăriș, am tăiat o platformă cu pereții consolidați în piatră cioplită, din care se lăsau în jos în cascadă terase mari pline de flori și șiruri de trepte late și impunătoare de granit. În acest cadru, ca o cutie luxoasă pregătită să primească un giuvaier de preț, am așezat sus pe platformă o veche bisericuță de lemn, adusă dintr-un sat ardelenesc și reconstituită, bîrnă cu bîrnă și șindrilă cu șindrilă, cu multă grijă, cu aspră muncă și cu mari sacrificii. Prin reconstruirea acestei biserici, veche de peste trei sute de ani a ținut să aducă "prinosul prețuirii noastre Ardealului și trecutului său".”
Biserica a fost sfințită în data de 29 septembrie 1935. Biserica este toată din lemn, cu o vechime de peste 300 de ani. Ea fost cumpărată de la credincioșii din comuna Tămașa, și transportată pe noul amplasament așa cum a fost, punându-se numai acoperișul nou, "pictura veche, de o frumusețe rară, rămânând neatinsă. "

### Apropierea de Mișcarea Legionară
Grigore Manoilescu a fost membru al Mișcării Legionare. Este posibil ca datorită prestigiului de care se bucura fratele său mai mare, Mihail Manoilescu, în rândul membrilor mișcării, datorită faptului că finanța ziarul pro-legionar Buna Vestire, să fi sărit peste anumite etape inițiatice absolut necesare aderării la mișcare. Nu se cunoaște data la care a aderat la Mișcarea Legionară, și nici parcursul politic al acestuia în ierarhia mișcării. Oricum, în 1937, era unul din apropiații lui Corneliu Zelea Codreanu, fiind menționat în Nota nr. 15754 din 22 decembrie 1937 emisă de Corpul Detectivilor cu privire la starea de spirit din interiorul Mișcării Legionare după aflarea rezultatelor alegerilor:
„Grigore Manoilescu a adus la sediul Legiunei o mașină de calculat rezultatele alegerilor din țară, fiind instalată într-o cameră alăturată de a lui Codreanu, la care a lucrat numai Grigore Manoilescu.”

### Jurnalist și director al ziarului “Buna Vestire”
Grigore Manoilescu a fost pentru scurtă vreme editor și director al ziarului pro-legionar "Buna Vestire". Într-unul din numere, acesta a publicat un articol referitor la modul cum sunt tratați criminalii erei carliste, intitulat "Cu mănuși". Manoilescu învinuia guvernul că se poartă prea blând, prea tolerant, "prea cu mănuși" cu ucigașii Căpitanului și ai atâtor legionari. Deși nu el era cel vizat în articol, Ion Antonescu a fost extrem de iritat după lectura acestuia. Horia Sima își amintește :
„ De mare ajutor ne-a fost în această perioadă de tranziție în lupta cu vechile structuri ale Statului, reapariția ziarului Buna Vestire. Chiar a treia zi după alungarea Regelui Carol, duminica , în 8 septembrie, am avut bucuria să salutăm reînvierea acestui ziar, care-și începuse glorioasa carieră în 1937 și apoi fusese strangulat de dictatura carlistă. […] Buna Vestire din 1937 a fost organizată ca o societate anonimă pe acțiuni, majoritatea lor fiind în mâna profesorului Manoilescu și a familiei lui. […] La reapariția ziarului Buna Vestire în 1940, mulți din vechii colaboratori nu mai erau în viață. Au pierit asasinați la 21 septembrie 1939 din ordinul Regelui Carol. […] Componența noii redacții a fost următoarea: Director: Grigore Manoilescu, fratele profesorului. Prim-redactor: Constantin Noica. […] După apariția articolului lui Grigore Manoilescu, Cu manuși, ziarul a fost suspendat o săptămâna din ordinul Generalului Antonescu și la reapariție a luat direcția lui Alexandru Constant, care era și Ministrul Propagandei. Odată cu Grigore Manoilescu, a părăsit redacția și Constantin Noica, fiind înlocuit cu Horia Stamatu.”
Articolul lui Grigore Manoilescu n-a rămas totuși fără efect. În curând a fost numită o Comisie specială de Anchetă criminală care să instruiască crimele din timpul dictaturii carliste (3 octombrie 1940), care a ordonat arestarea preventivă a principalilor vinovați. După 23 ianuarie 1941, Buna Vestire și-a încetat definitiv apariția.

### Director al Institutului Român de la Berlin
Ulterior, Grigore Manoilescu a fost numit director al Institutului român din Germania în perioada în care Sextil Pușcariu era președintele acestuia, iar Constantin Noica, a fost numit referent pe probleme de literatură. În data de 13 ianuarie 1941, ziua morții lui Ion Moța și Vasile Marin, cele două căpetenii legionare căzute în luptă în 1936, la Majadahonda, în Spania, Grigore Manoilescu a organizat la Institut o serbare legionară comemorativă la care au luat parte și delegați național-socialiști germani și la care Sextil Pușcariu a ținut un mic discurs de deschidere.(Este vorba despre jurnalul lui Maximilian Hacman, profesor de drept la Universitatea din Cernăuți și secretar general al Institutului.) În august 1941 a apărut articolul Das rumänische Volk und der Bolschewismus de Grigore Manoilescu, în "Europäische Revue". Dincolo de angajamentul ideologic, demersurile culturale și propagandistice ale lui Grigore Manoilescu trebuie percepute prin prisma deservirii intereselor României în capitala Germaniei. Nu trebuie uitat că acest institut a fost înființat de către Sextil Pușcariu în august 1940, imediat după ultimatumul sovietic din 26 iunie 1940, cu câteva zile înainte de arbitrajul de la Viena.

### Ministru în Guvernul de la Viena
Pe data de 10 decembrie 1944, la Viena, la Hotelul Imperial, a fost constituit Guvernul Național Român, ca reacție la guvernul instaurat în țară în urma loviturii de stat de la 23 august 1944. Scopul principal al noului guvern era de a organiza o armată care să lupte contra invadatorului sovietic, armată formată din voluntari recrutați dintre prizonierii de război români capturați de germani sau din cei veniți la muncă în Germania. Grigore Manoilescu a intrat în guvern în calitate de ministru al presei și propagandei. La câteva zile după constituirea guvernului national român, primul regiment organizat la Döllersheim a depus jurământul de credință. De la câteva sute de voluntari, proveniți mai ales din legionari și elevi ai școlilor militare, s-a ajuns la aproape opt mii în decursul lunii decembrie. Guvernul de la Viena a dispărut în momentul capitulării Germaniei, în 8 mai 1945. Spre sfârșitul lunii aprilie, odată cu apropierea trupelor sovietice și americane, neștiind ce înțelegere au acestea din urmă cu sovieticii, Horia Sima a decis ca fiecare să se împrăștie, pe cont propriu, înmânând fiecăruia un pașaport și câteva sute de mărci. În același mod a procedat și cu guvernul, pentru care dispunea de o sumă de 10.000$. Dintre foștii membri ai guvernului, doar Grigore Manoilescu a rămas alături de el, urmând să scape prin trecerea munților, alături de un mic detașament Wehrwolf, condus de Adolf Eichmann, aflat sub ordinele lui Otto Skorzeny, care încerca o operație de rezistență în munți. În momentul în care s-a aflat de sinuciderea Führer-ului, operația a fost contramandată, astfel încât Sima și Manoilescu au trebuit să se descurce pe cont propriu.

### Fuga în Italia
Printre cei care-l însoțeau pe Sima, se afla și Mircea Dimitriu, fostul șef al studențimii legionare din Timișoara, fugit în Germania în timpul prigoanei carliste și rămas în Berlin. Grigore Manoilescu și Mircea Dimitriu i-au comunicat lui Horia Sima că vor încerca să treacă în Italia. Jumătate de secol mai târziu, Mircea Dimitriu își va aminti:
„Horia Sima a plecat cu alte două persoane, am aflat ulterior că a ajuns la Freiburg și de acolo în Italia. Eu m-am dus spre Bavaria, împreună cu Grigore Manoilescu (care mi se dăduse în grijă). Însă am nimerit, în drum spre Bavaria, într-un lagăr american de prizonieri. Cum lagărul era în curs de formare și avea o pază ineficientă, am reușit să fugim din el. Mergând pe jos, am trecut Salzach-ul pe un pod și, după alte două nopți dormite la țărani, ne-am oprit la un alt țăran, în Bavaria, unde am rămas un timp. Ne-am angajat ca slugi, plătiți numai cu mâncare și casă, dar, cum Manoilescu era bătrân și nu putea lucra, am plătit eu pentru el ca să fie ținut cu casă și masă... Deci profesorul Manoilescu era angajat ca argat, dar nu lucra, dar eu lucram de-a binelea... Asta a durat până în noiembrie 1945. În noiembrie 1945 am revenit în Austria și aici am primit indicații cum se poate trece în Italia, clandestin. Pe Valea Salzach-ului, prin zăpadă până la brâu, am trecut, împreună cu profesorul Manoilescu, în Italia, mai precis spus, în Tirolul de Sud, unde am înnoptat la un neamț. De la acest neamț, cu un omnibuz am ajuns la o stație de cale ferată, și cu trenul, la Roma.[…] În ceea ce-l privește pe Grigore Manoilescu, acesta a fost primit de o contesă la Castel Gandolfo.”

### Procesul și ultimii ani
După ocuparea țării de către trupele sovietice, jurnaliștii au fost incluși în primele loturi de acuzați aduși în fața așa-zisului Tribunal al Poporului de către noile autorități comuniste, la cererea Uniunii Sovietice. Noul ministru comunist al justiției, Lucrețiu Pătrășcanu a prezentat Consiliului de Miniștri o listă de "criminali de război", printre care, alături de alte nume cunoscute din presa interbelică, arestate deja în 29 ianuarie 1945, figura și Grigore Manoilescu. Sentința a fost dată la 4 iunie 1945. Marii acuzați ai acestui proces au fost cei judecați în lipsă: Pamfil Șeicaru și Grigore Manoilescu, care au primit pedeapsa cu moartea. Aflat în exil, Grigore Manoilescu nu a mai reușit niciodată să-și revadă familia. A fost numit Director al Institutului Român de la München, înființat în 1953. De asemenea, a înființat editura Cartea pribegiei, în Buenos Aires, care a tipărit o parte din cărțile sale. Se stinge din viață la Madrid, în 1963.

## Lucrări publicate
- Cecul, rolul economic, tehnica bancară și situația juridică (1926)
- Centrala termoelectrică Șorecani (1932)
- Șomeri și șomaj (1933)
- Sindicalizarea generală a industriilor (1932)
- Intégration de l’Europe Danubienne (1968)
- Corneliu Zelea Codreanu, 20 de ani de la moarte (colaborator, 1958)